# Rue Brûlée (Strasbourg)
Pour les articles homonymes, voir Rue Brûlée.
La rue Brûlée est une rue de la ville de Strasbourg, en France. Située au nord-est de l'Ellipse Insulaire (ou Grande Île), elle concentre un grand nombre d'institutions culturelles et administratives de la ville.

## Situation et accès
La rue Brûlée est située sur la Grande Île. D'une longueur de 340 m et d'une emprise variable de 6 à 8 m, elle débute à l'angle des rues du Dôme et du Temple-Neuf. Elle adopte un tracé orienté nord-est, à peu près parallèle à la place Broglie, et se termine en débouchant à l'angle des rues du Parchemin et des Récollets, où elle est prolongée par la rue de l'Arc-en-Ciel.

## Bâtiments remarquables et lieux de mémoire

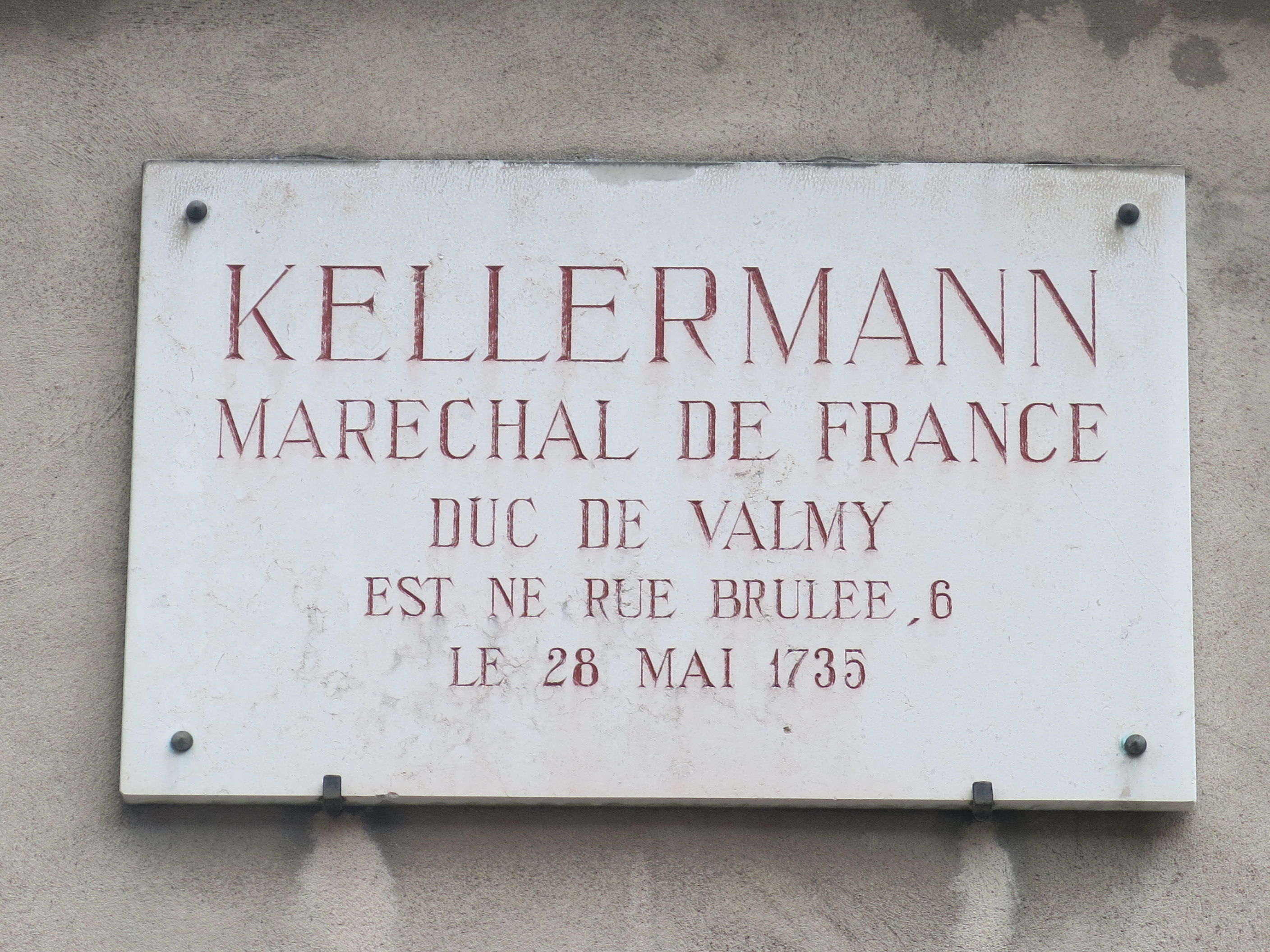
Plaque commémorant la naissance de Kellermann à Strasbourg au 6, rue Brûlée.

- no 2 : Maison protestante de la solidarité, abritant la Sémis, la Casas, le Centre social protestant, et la Cimade
- no 6 : Maison natale de François Christophe Kellermann.
- no 9 : Hôtel de Hanau, abritant l'hôtel de ville de Strasbourg et les locaux de l'Agence de développement et d'urbanisme de l'agglomération strasbourgeoise (ADEUS)
- no 13 : Palais du Gouverneur militaire de Strasbourg
- no 15 : Maison au 15, rue Brûlée
- no 16 : Palais épiscopal de Strasbourg
- no 19 : Hôtel de Klinglin, abritant l'hôtel de la Préfecture de la région Grand Est et du Bas-Rhin